# Lew Soloff
Lew Soloff, född 20 februari 1944 i New York, död 8 mars 2015 i New York, var en amerikansk jazztrumpetare.
Soloff studerade trumpet vid Eastman School of Music och Juilliard School. Han är kanske mest känd för sitt arbete med Blood, Sweat & Tears från 1968 till 1973. Innan det arbetade han med Machito, Gil Evans, Tony Scott, och Tito Puente.
Efter hans medverkan i Blood, Sweat & Tears arbetade han med Clark Terry, Mongo Santamaria, Thad Jones/Mel Lewis Big Band Orchestra, Gil Evans big band, Stanley Clarke, Jon Faddis, Sonny Stitt, Spyro Gyra, George Russell, Stanley Turrentine, Bill Evans, Carla Bley, Jim Hall, Ray Anderson, Franco Ambrosetti, Ornette Coleman, Tony Bennett, Louie Bellson, Hiram Bullock, Lincoln Center Jazz Orchestra, Magic City Jazz Orchestra och Bohuslän Big Band. Han var också en långvarig medlem i Manhattan Jazz Quintet.

## Diskografi
- 1983 - Hanalei Bay — med Gil Evans, Pete Levin, Hiram Bullock, Adam Nussbaum, Kenwood Dennard & Manolo Badrena
- 1986 - Yesterdays — med Mike Stern, Charnett Moffett & Elvin Jones
- 1989 - My Romance — med Mark Egan, Janis Siegel, Danny Gottlieb, Pete Levin, Airto Moreira, Gil Goldstein & Emily Michell Soloff
- 1991 - Little Wing — med Ray Anderson, Gil Goldstein, Pete Levin, Mark Egan, Kenwood Dennard & Manolo Badrena
- 1993 - But Beautiful — med Kenny Kirkland, Richard Davis & Elvin Jones
- 1999 - With a Song In My Heart — med Victor Lewis, Emily Mitchell, Mulgrew Miller & George Mraz
- 2000 - Rainbow Mountain  — med Lou Marini, Joe Beck, Mark Egan, Danny Gottlieb, Delmar Brown, Hiram Bullock, Will Lee, Jeff "Tain" Watts, Miles Evans & Paul Shaffer
- 2003 - Air on a G String — med Larry Willis, Francois Moutin & Victor Lewis